# Бургенланд (район)
Бу́ргенла́нд (нем. Burgenlandkreis) — район в Германии. Центр района — город Наумбург. Район входит в землю Саксония-Анхальт. Занимает площадь 1041,04 км². Население — 132 872 чел. Плотность населения — 128 человек/км².
Официальный код района — 15 2 56.
Район подразделяется на 87 общин.

## Города и общины
1. Эльстерауэ (9 773)
2. Наумбург (29 521)

Объединения общин
Управление Ан-дер-Финне
1. Альтенрода (568)
2. Бад-Бибра (2 150)
3. Билльрода (515)
4. Буха (283)
5. Бургхольцхаузен (290)
6. Эккартсберга (1 880)
7. Гольцен (207)
8. Херренгоссерштедт (596)
9. Кальвинкель (359)
10. Клостерхезелер (784)
11. Лосса (856)
12. Мемлебен (725)
13. Мёллерн (369)
14. Заубах (708)
15. Штайнбург (189)
16. Таугвиц (918)
17. Тальвинкель (195)
18. Тромсдорф (395)
19. Вишрода (498)
20. Вольмирштедт (946)

Управление Дройсигер-Цайтцер-Форст
1. Бергисдорф (418)
2. Брайтенбах (343)
3. Брёккау (402)
4. Дёшвиц (894)
5. Дросдорф (696)
6. Дройсиг (1 859)
7. Грана (754)
8. Хайнсбург (546)
9. Хойккевальде (436)
10. Крецшау (1 318)
11. Шелльбах (513)
12. Вайсенборн (377)
13. Веттерцойбе (1 156)
14. Витгендорф (677)

Управление Унструтталь
1. Бальгштедт (652)
2. Баумерсрода (348)
3. Бургшайдунген (593)
4. Буркерсрода (326)
5. Эберсрода (183)
6. Фрайбург (4 349)
7. Глайна (881)
8. Грёсниц (165)
9. Хиршрода (182)
10. Карсдорф (1 948)
11. Кирксхайдунген (369)
12. Лауха (2 434)
13. Небра (2 646)
14. Пёделист (345)
15. Райнсдорф (589)
16. Шлеберода (178)
17. Ванген (524)
18. Вайшюц (190)
19. Цойхфельд (237)

Управление Ветауталь
1. Абтлёбниц (154)
2. Бад-Кёзен (5 402)
3. Казекирхен (273)
4. Крёльпа-Лёбшюц (545)
5. Гиккау (345)
6. Гольдшау (320)
7. Гёршен (521)
8. Хайдегрунд (695)
9. Янисрода (212)
10. Лайслау (268)
11. Лёбиц (448)
12. Майневе (637)
13. Мертендорф (705)
14. Молау (552)
15. Остерфельд (1 342)
16. Прецш (173)
17. Присниц (321)
18. Шёнбург (1 090)
19. Штёссен (1 033)
20. Унтеркака (314)
21. Утенбах (143)
22. Вальдау (512)
23. Ветау (726)

Управление Цайтцер-Ланд
1. Дойбен (1 160)
2. Дёбрис (69)
3. Гойсниц (676)
4. Кайна (1 485)
5. Луккенау (597)
6. Нонневиц (839)
7. Тайссен (1 928)
8. Вюрхвиц (647)
9. Цайц (28 487)

## Археология и палеогенетика
В 2005 году близ деревни Ойлау, ныне входящей в состав города Наумбург, были обнаружены могилы 4600-летнего возраста, относящиеся к культуре шнуровой керамики (боевых топров). У двух мужчин, погребённых в Ойлау, была обнаружена Y-хромосомная гаплогруппа R1a1. У индивидов из Ойлау и у образцов из Волосово-Даниловского могильника (R1a1a1b-S224, фатьяновская культура, Ярославская область) значения аллелей по 10 локусам совпадают, а по 4 локусам различаются на единицу.